# Никола Вулић
Никола Вулић (Скадар, 15/27. новембар 1872 — Београд, 25. мај 1945) био је српски историчар, класични филолог и археолог и професор. Вулић је био предавач на Великој школи у Београду и Београдском универзитету и један од најзначајнијих српских проучавалаца античке прошлости.

## Биографија
Основну школу похађао је у Жабарима и Бољевцу, а гимназију у Зајечару, Алексинцу и Београду. Студирао је прво у Београду а потом у Минхену где је 1896. докторирао са дисертацијом Historische Untersuchungen zum Bellum Hispaniense. Предавао је у гимназији 1896. године 1897. постао је ванредни а 1901. редовни професор на Катедри за историју старог века Велике школе у Београду. Ванредни професор Београдског универзитета постао је одмах по његовом оснивању 1905. а редовни 1919. За редовног члана САНУ изабран је 1921. године. Био је и председник Српског археолошког друштва, уредник часописа Старинар (1922 — 1931) и председник Историјског друштва Србије. Уживао је велики углед у научним круговима код нас и у иностранству што показује и чланство у великом броју научних удружења: био је доживотни члан Међународне уније академија, дописни члан Француске, Бечке и Румунске академије, редовни члан Археолошког друштва у Софији, редовни члан Бечког археолошког друштва, почасни доктор универзитета у Падови и Клермон Ферону. Из политичких разлога пензионисан је 1938. године. Током Другог светског рата више пута је затваран у Бањички логор.

## Научни рад
Истраживао је античку историју, класични филологију, епиграфику и нумизматику. Објавио је више од 550 радова на српском и више страних језика у најугледнијим научним часописима између осталих и у Гласу СКА, Гласнику српског краљевског друштва, Старинару, Klio, Rivista di storia antica, Jahreshefte des Österreichischen Archäologischen Instituts. Његови радови су строго научни, полемични и често настали као одговор на истраживања других научника. И данас многе његове расправе представљају полазну тачку у изучавању појединих проблема. Занимали су га сви периоди античке историје од класичне Грчке, преко хеленистичког периода и Римског царства до позне антике. Расправљао је вредности Хомерових епова као историјских извора (Омир као историјски извор, 1928) владавини Александра Великог и његовим ратовима (Један прилог историји Александра Великог, рад је објављен на српском и италијанском 1907, Alexandre le Grand sur le Danube, 1912), сеоби Хелвећана и Цезаровим ратовима у Галији.
Нарочито је истраживао античку прошлост југословенских земаља, нарочито Србије и Македоније. Обрадио је скоро сва важна питања везана за античку прошлост српских земаља. Пре свега је изучавао историју племена која су насељавали централни Балкан: Трибала (Der Sitze der Triballer zur Römerzeit, 1903), Бастарна (Die Bastarnen in unserem Lande, 1927), Келта. Обрадио је и римско освајање Балкана. Већи број његових радова бави се изучавањем Октавијановог Илирског рата а писао је и о далматинско-панонском устанку. Бавио се и питањима везаним за римске провинције на Балкану. Што се тиче позне антике нарочито га је занимала владавина цара Констанција и његови ратови. Написао је и неколико радова посвећених историји хришћанства на територији Југославије.
Дао је огроман допринос развоју античке епиграфике код нас. Четрдесет година је обилазио Србију и Македонију где је прикупљао епиграфске налазе значајне за проучавање историје антике на нашим просторима. Материјал је објављивао са А. Премерштајном под насловом Antike Denkmäler in Serbien у годишњаку аустријског археолошког друштва као и самостално у 8 свезака дела Антички споменици наше земље публикованим у периоду од 1900. до 1948. Написао је и неколико радова посвећеним појединачним епиграфским проблемима. Истраживао је историју ковнице новца у Виминацијуму чиме је дао значајан допринос и на пољу античке нумизматике. Пошто је био добар познавалац латинског и грчког језика дао је значајан допринос и на пољу класичне филологије. Писао је студије и есеје о писцима класичне грчке и римске књижевности: о грчкој лирици до Пиндара, Катулу и Вергилију. Са посебном пажњом се бавио истраживањем утицаја антике на српско културно наслеђе. О овој тематици значајни су му радови Противречности у Омира и нашој народној поезији и Наше народне песме и Илијада.
Сарађивао је у великом броју енциклопедија издаваних код нас и у иностранству. Написао је већи број чланака за: Real-Encyclopädie der classischen Altertumswissenschaft, Dizionario epigrafico di antichità romana и Народну енциклопедију Станоја Станојевића. Писао је и уџбенике за латински језик и историју за средње школе.
Бавио се и археолошким истраживањима. Током 1911. и 1912. ископавао је римски каструм на Космају. Истраживања илирских гробова у Требеништу на Охридском језеру обављана између 1930. и 1933. привукла су велико интересовање домаће и стране научне јавности. Ископавао је римско позориште код Злокућана у околини Скопља. Био је повређен приликом ископавања "кнежевске гробнице" у Подмолу северно од Битоља.
Поред научних радова написао је и низ популарних чланака о личностима и важним догађајима антике као и о најзанимљивијим археолошким налазима. Ови радови објављени су у бројним дневним новинама и часописима.
Значајан је његов педагошки рад на Великој школи и Универзитету у Београду. Предавао је историју старог века а држао је и посебне курсеве посвећене епиграфици и историји југословенских земаља у античко доба.